# Sudamericano Juvenil de Rugby 2007
El Sudamericano Juvenil de Rugby de 2007 se desarrolló en marzo en Paysandú, Uruguay e intervino además de la selección local, Argentina, Chile y Paraguay. Estos últimos dos equipos buscaron la tercera plaza para el Campeonato Mundial M19 de Belfast a desarrollarse ese mismo año.
Fue el vigésimo segundo torneo de la categoría y último antes de que la Confederación Sudamericana de Rugby lo dividiera en dos niveles.

## Equipos participantes
- Selección juvenil de rugby de Argentina (Pumas M19)
- Selección juvenil de rugby de Chile (Cóndores M19)
- Selección juvenil de rugby de Paraguay (Yacarés M19)
- Selección juvenil de rugby de Uruguay (Teros M19)

## Posiciones
| Pos. | Equipo    | Encuentros | Encuentros | Encuentros | Encuentros | Tantos  | Tantos    | Tantos     | Puntos |
| Pos. | Equipo    | jugados    | ganados    | empatados  | perdidos   | a favor | en contra | diferencia | Puntos |
| ---- | --------- | ---------- | ---------- | ---------- | ---------- | ------- | --------- | ---------- | ------ |
| 1    | Argentina | 3          | 3          | 0          | 0          | 137     | 15        | + 122      | 9      |
| 2    | Uruguay   | 3          | 2          | 0          | 1          | 38      | 31        | + 7        | 6      |
| 3    | Chile     | 3          | 1          | 0          | 2          | 30      | 52        | - 22       | 3      |
| 4    | Paraguay  | 3          | 0          | 0          | 3          | 12      | 119       | - 107      | 0      |

Nota: Se otorgan 3 puntos al equipo que gane un partido, 1 al que empate y 0 al que pierda

## Resultados

### Primera Fecha[4]
| 4 de marzo 15:30 | Chile | 20 - 5 | Paraguay | cancha del Paysandú Golf Club, Paysandú, Uruguay |  |

| 4 de marzo 16:45 | Uruguay | 8 - 21 | Argentina | cancha del Paysandú Golf Club, Paysandú, Uruguay |  |
|                  |         |        |           | Árbitro(s): Ariel Guillén Argentina              |  |

### Segunda Fecha
| 7 de marzo 15:30 | Argentina | 29 - 0 | Chile | cancha del Paysandú Golf Club, Paysandú, Uruguay |  |
|                  |           |        |       | Árbitro(s): Gustavo Gerbasi Uruguay              |  |

| 7 de marzo 16:45 | Uruguay | 12 - 0  | Paraguay | cancha del Paysandú Golf Club, Paysandú, Uruguay |                                 |
|                  |         | Reporte |          | Árbitro(s): Xavier Vouga Brasil                  | Árbitro(s): Xavier Vouga Brasil |

### Tercera Fecha
| 10 de marzo 15:30 | Argentina | 87 - 7  | Paraguay | cancha del Paysandú Golf Club, Paysandú, Uruguay |  |
|                   |           | Reporte |          |                                                  |  |

| 10 de marzo 16:45 | Uruguay | 18 - 10 | Chile | cancha del Paysandú Golf Club, Paysandú, Uruguay |  |
|                   |         | Reporte |       |                                                  |  |

| Bandera de Argentina   |
| Campeón Argentina      |
| Vigésimo primer título |

## Clasificación al Campeonato Mundial M19 2007
Chile ganó la plaza en disputa para participar del Campeonato Mundial para menores de 19 en Irlanda del Norte, arrebatándosela a Paraguay. Argentina y Uruguay ya estaban clasificados al certamen, el primero participaría en la división A y uruguayos y chilenos en la B.